# 東広島市立御薗宇幼稚園
東広島市立御薗宇幼稚園（ひがしひろしましりつ みそのうようちえん）は、広島県東広島市鏡山三丁目にある市立幼稚園。

## 概要
東広島市中央部の広島中央サイエンスパークに隣接している。

## 沿革
- 1979年4月 - 開園。

## 園の行事
- 4月 - 入園式
- 7月 - たなばた会
- 10月 - 運動会
- 12月 - 発表会
- 3月 - 卒園式